# Русин, Михаил Арсеньевич
Михаил Арсеньевич Ру́син (14 ноября 1902, Петровский уезд, Саратовская губерния — 29 декабря 1974) — советский оперный певец, лирико-драматический тенор. Солист оперы Пермского театра оперы и балета (1938—1941, 1944—1963). Лауреат Сталинской премии за оперный спектакль «Иван Болотников» (1950).

## Биография
Родился 14 ноября 1902 года в селе Турзовка Саратовской губернии. Учился на физико-математическом факультете Саратовского университета (1920—1924), служил в Красной Армии, с 1925 года учился на вокальном отделении Саратовского музыкального техникума (окончил в 1929 году).
Работал в оперных театрах: Саратовском (1928—1931), Белорусском (1931—1936), Челябинском; а также в театрах музыкальной комедии — Запорожском, Днепропетровском.
С сентября 1938 по август 1941 года — солист Пермского театра оперы и балета (тогда — Молотовского). Во время Великой Отечественной войны был на действительной военной службе: в тыловых артиллерийских частях на Урале и начальником маршрутных поездов. В октябре 1944 года возвращается в Пермский театр оперы и балета, в котором проработал до марта 1963 года. Освоил весь теноровый репертуар театра (см. Театральные работы).
Член ВКП(б), избирался секретарем партийной организации театра, членом райкома партии, был пропагандистом общественно-политических знаний.
Умер 29 декабря 1974 года.

## Театральные работы
- «Мазепа» П. И. Чайковского — Андрей
- «Черевички» П. И. Чайковского — Вакула
- «Пиковая дама» П. И. Чайковского — Германн
- «Евгений Онегин» П. И. Чайковского — Ленский
- «Травиата» Дж. Верди — Альфред
- «Риголетто» Дж. Верди — Герцог
- «Отелло» Дж. Верди — Отелло
- «Аида» Дж. Верди — Радамес
- «Снегурочка» Н. А. Римского-Корсакова — Берендей
- «Царская невеста» Н. А. Римского-Корсакова — Лыков
- «Садко» Н. А. Римского-Корсакова — Садко
- «Дубровский» Э. Ф. Направника — Владимир
- «Князь Игорь» А. П. Бородина — Владимир Игоревич
- «Хованщина» М. П. Мусоргского — Голицын, Хованский
- «Борис Годунов» М. П. Мусоргского — Самозванец, Юродивый
- «Лакме» Л. Делиба — Джеральд
- «Галька» С. Монюшко — Ионтек
- «Тоска» Дж. Пуччини — Каварадосси
- «Чио-Чио-Сан» Дж. Пуччини — Пинкертон
- «Паяцы» Р. Леонкавалло — Канио
- «Русалка» А. С. Даргомыжского — Князь
- «Ромео и Джульетта» Ш. Гуно — Ромео
- «Демон» А. Г. Рубинштейна — Синодал
- «Сельская честь» Масканьи — Турриду
- «Кармен» Ж. Бизе — Хозе
- «Фауст» Ш. Гуно — Фауст
- «В бурю» Т. Н. Хренникова — Андрей, В. И. Ленин
- «Севастопольцы» М. В. Коваля — Андрей, Петро
- «Тихий Дон» И. И. Дзержинского — Григорий, Пантелей
- «Иван Болотников» Л. Б. Степанова — Никита

## Награды и премии
- Орден «Знак Почёта» (1946)
- Сталинская премия второй степени в области искусства и литературы за 1950 год (вручалась в 1951 году) — за исполнение партии Никиты в оперном спектакле «Иван Болотников» Л. Б. Степанова на сцене Молотовского АТОБ имени П. И. Чайковского

## Комментарии
1. ↑  Деревня Турзовка находилась примерно в 3 км юго-восточнее Комаровки[1] и относилась к Петровскому уезду Саратовской губернии; не сохранилась, ныне — территория Бакурского муниципального образования в Екатериновском районе Саратовской области[2].